# Aleksander Wolszczan
Aleksander Wolszczan (pronunciaciónⓘ) (29 de abril de 1946, Szczecinek, Polonia) es un destacado astrónomo polaco que demostró por primera vez la existencia de planetas extrasolares, y a la vez, la existencia de planetas orbitando púlsares.

## Biografía
Formado en la Universidad Nicolás Copérnico de Toruń (Polonia), Wolszczan emigró en 1982 a los Estados Unidos para trabajar en la Universidad de Cornell, ubicada en Ithaca (Nueva York). Tiempo después se convirtió en profesor de Astronomía en la Universidad Estatal de Pensilvania. Ha sido profesor de la Universidad de Torun y miembro de la Academia Polaca de Ciencias.
Junto con el radioastronómo canadiense Dale Frail llevaron a cabo las observaciones astronómicas que condujeron al descubrimiento del púlsar PSR B1257+12 en 1990. El análisis de los datos del descubrimiento demostró que el púlsar era orbitado por dos planetas con masas de 4.3 y 2.8 veces la masa del planeta Tierra, cuyas órbitas se situaban a 0.36 y 0.47 UA respectivamente. Este fue el primer sistema planetario extrasolar descubierto cuya existencia quedaba plenamente probada.
Wolszczan y Frail publicaron sus hallazgos en 1992 y 1994. A pesar de la mala interpretación inicial de algunos expertos, hoy en día este descubrimiento es considerado como sustancial.
En 1996 Wolszczan fue distinguido con el Premio Beatrice Tinsley otorgado por la Sociedad Astronómica Americana.